# Spring Stampede 2000
Spring Stampede 2000 fu un pay-per-view della federazione World Championship Wrestling (WCW); si svolse il 16 aprile 2000 presso lo United Center di Chicago, Illinois, Stati Uniti. Fu l'ultima edizione del pay-per-view prodotta dalla World Championship Wrestling.

## Produzione
La prima edizione dell ppv WCW Spring Stampede si svolse nell'aprile 1994, e si trattò della prima volta che la World Championship Wrestling (WCW) organizzava un pay-per-view nel mese di aprile; il tutto faceva parte del progetto di ampliare la propria offerta di eventi a pagamento per alzare la competizione con la rivale World Wrestling Federation. L'evento non si svolse nel 1995 e 1996 ma ritornò nell'aprile 1997. Il nome "Spring Stampede" sarebbe stato usato per altre tre volte, nel 1998, 1999 e 2000, prima che la WCW chiudesse i battenti nel marzo 2001.
Tutte le edizioni di Spring Stampede erano a tema western, cosa che si rifletteva nel montaggio, nei poster, nelle entrate e nella decorazione e scenografia dei set.

## Descrizione
L'evento fu notevole per la creazione di una "nuova" WCW dopo che Eric Bischoff e Vince Russo avevano riformato la compagnia rendendo vacanti tutti i titoli e rinnovando il roster WCW. Durante l'evento si svolsero dei tornei per l'assegnazione delle varie cinture. Il main event dello show fu la finale del torneo per il vacante WCW World Heavyweight Championship tra Diamond Dallas Page e Jeff Jarrett. Durante il match, la moglie di Page, Kimberly, tradì il marito, alleandosi con Jarrett e permettendogli così di vincere il titolo.
Allo show si svolse anche il torneo per l'assegnazione dei titoli World Tag Team e United States Heavyweight. Shane Douglas & Buff Bagwell sconfissero Ric Flair & The Total Package aggiudicandosi le cinture World Tag Team Championship, mentre Scott Steiner sconfisse Sting vincendo il vacante United States Heavyweight Championship. Chris Candido prevalse in un Six-Way match per il vacante Cruiserweight Championship, e Terry Funk sconfisse Norman Smiley in un Hardcore match per la cintura Hardcore Championship.
Gli eventi del pay-per-view portarono all'inizio di un angle nel quale il roster WCW era diviso in due fazioni: New Blood e Millionaire's Club. I New Blood erano un gruppo di giovani wrestler heel affamati di vittorie, mentre il Millionaire's Club erano gli "eroici" veterani del ring ricchi e famosi.

## Risultati
| N. | Risultati | Stipulazione                                                                | Durata |
| -- | --- | --------------------------------------------------------------------------- | ------ |
| 1  | Ric Flair & The Total Package (con Elizabeth) sconfiggono The Harris Brothers (Ron & Don) e The Mamalukes (Johnny the Bull & Big Vito) (con Disco Inferno)       | Triple threat match                                                         | 06:11  |
| 2  | Mancow (con Al Roker Jr., Turd the Bartender, & Freak) sconfiggono Jimmy Hart                                                                                    | Single match                                                                | 02:48  |
| 3  | Scott Steiner sconfigge The Wall per squalifica | Single match                                                                | 03:53  |
| 4  | Mike Awesome sconfigge Ernest Miller | Single match                                                                | 04:00  |
| 5  | Shane Douglas & Buff Bagwell sconfiggono Harlem Heat 2000 (Stevie Ray & Big T) (con J. Biggs & Kash)                                                             | Tag team match                                                              | 02:41  |
| 6  | Sting sconfigge Booker | Single match                                                                | 06:34  |
| 7  | Vampiro sconfigge Billy Kidman (con Torrie Wilson) | Single match                                                                | 08:28  |
| 8  | Terry Funk sconfigge Norman Smiley | Hardcore match per il vacante WCW Hardcore Championship                     | 08:02  |
| 9  | Scott Steiner sconfigge Mike Awesome | Single match                                                                | 03:14  |
| 10 | Sting sconfigge Vampiro | Single match                                                                | 05:59  |
| 11 | Chris Candido (con Tammy Lynn Sytch) sconfigge The Artist (con Paisley), Juventud Guerrera, Shannon Moore (con Shane Helms), Lash LeRoux e Crowbar (con Daffney) | Six-Way match per il vacante WCW Cruiserweight Championship                 | 05:12  |
| 12 | Shane Douglas & Buff Bagwell (con Vince Russo) sconfiggono Ric Flair & The Total Package (con Elizabeth)                                                         | Finale del torneo per il vacante WCW World Tag Team Championship            | 08:29  |
| 13 | Scott Steiner sconfigge Sting per knockout tecnico | Finale del torneo per il vacante WCW United States Heavyweight Championship | 05:33  |
| 14 | Jeff Jarrett sconfigge Diamond Dallas Page (con Kimberly Page)                                                                                                   | Finale del torneo per il vacante WCW World Heavyweight Championship         | 15:02  |

### Tornei

#### World Heavyweight Championship Tournament
|  | Quarti di finale | Quarti di finale    | Quarti di finale |              |      | Semifinali          | Semifinali | Semifinali |  |  | Finale (PPV) | Finale (PPV)        | Finale (PPV) |
|  |                  |                     |                  |              |      |                     |            |            |  |  |              |                     |              |
|  | 1                | The Total Package   | 5:00             |              |      |                     |            |            |  |  |              |                     |              |
|  | 8                | Diamond Dallas Page | Pin              |              |      |                     |            |            |  |  |              |                     |              |
|  | 8                | Diamond Dallas Page | Pin              |              |      | Diamond Dallas Page | 9:01       |            |  |  |              |                     |              |
|  |                  |                     |                  |              |      | Diamond Dallas Page | 9:01       |            |  |  |              |                     |              |
|  |                  |                     | Sting            | Pin          |      |                     |            |            |  |  |              |                     |              |
|  | 4                | Sid Vicious         | Sting            | Pin          | 5:00 |                     |            |            |  |  |              |                     |              |
|  | 4                | Sid Vicious         |                  |              | 5:00 |                     |            |            |  |  |              |                     |              |
|  | 5                | Sting               | CO               |              |      |                     |            |            |  |  |              |                     |              |
|  |                  |                     |                  |              |      |                     |            |            |  |  |              | Diamond Dallas Page | 15:02        |
|  |                  |                     |                  | Jeff Jarrett | Pin  |                     |            |            |  |  |              |                     |              |
|  | 3                | BYE                 | na               |              |      |                     |            |            |  |  |              |                     |              |
|  | 6                | BYE                 | na               |              |      |                     |            |            |  |  |              |                     |              |
|  | 6                | BYE                 | na               |              |      | Jeff Jarrett        | na         |            |  |  |              |                     |              |
|  |                  |                     |                  |              |      | Jeff Jarrett        | na         |            |  |  |              |                     |              |
|  |                  |                     | BYE              | na           |      |                     |            |            |  |  |              |                     |              |
|  | 2                | Curt Hennig         | BYE              | na           | 8:52 |                     |            |            |  |  |              |                     |              |
|  | 2                | Curt Hennig         |                  |              | 8:52 |                     |            |            |  |  |              |                     |              |
|  | 7                | Jeff Jarrett        | Pin              |              |      |                     |            |            |  |  |              |                     |              |

#### World Tag Team Championship Tournament
|  | Semifinali (PPV)                                                                       | Semifinali (PPV)                                                                       | Semifinali (PPV)             |                              |                           | Finale (PPV)              | Finale (PPV) | Finale (PPV) |  |
|  |                                                                                        |                                                                                        |                              |                              |                           |                           |              |              |  |
|  | Ric Flair & The Total Package                                                          | Ric Flair & The Total Package                                                          | 6:11                         |                              |                           |                           |              |              |  |
|  | Ric Flair & The Total Package                                                          | Ric Flair & The Total Package                                                          | 6:11                         |                              |                           |                           |              |              |  |
|  | The Harris Brothers (Ron Harris & Don Harris) e The Mamalukes (Johnny the Bull & Vito) | The Harris Brothers (Ron Harris & Don Harris) e The Mamalukes (Johnny the Bull & Vito) | Pin                          |                              |                           |                           |              |              |  |
|  | The Harris Brothers (Ron Harris & Don Harris) e The Mamalukes (Johnny the Bull & Vito) | The Harris Brothers (Ron Harris & Don Harris) e The Mamalukes (Johnny the Bull & Vito) | Pin                          |                              | Ric Flair & Total Package | Ric Flair & Total Package | 8:29         |              |  |
|  |                                                                                        |                                                                                        |                              |                              | Ric Flair & Total Package | Ric Flair & Total Package | 8:29         |              |  |
|  |                                                                                        |                                                                                        | Shane Douglas & Buff Bagwell | Shane Douglas & Buff Bagwell | Pin                       |                           |              |              |  |
|  | Harlem Heat 2000 (Stevie Ray & Big T)                                                  | Harlem Heat 2000 (Stevie Ray & Big T)                                                  | Shane Douglas & Buff Bagwell | Shane Douglas & Buff Bagwell | Pin                       | 2:41                      |              |              |  |
|  | Harlem Heat 2000 (Stevie Ray & Big T)                                                  | Harlem Heat 2000 (Stevie Ray & Big T)                                                  |                              |                              |                           |                           |              |              |  |
|  | Shane Douglas & Buff Bagwell                                                           | Shane Douglas & Buff Bagwell                                                           | Pin                          |                              |                           |                           |              |              |  |

#### United States Heavyweight Championship Tournament
|  | Quarti di finale (PPV) | Quarti di finale (PPV) | Quarti di finale (PPV) |       |      | Semifinali (PPV) | Semifinali (PPV) | Semifinali (PPV) |  |  | Finale (PPV) | Finale (PPV)  | Finale (PPV) |
|  |                        |                        |                        |       |      |                  |                  |                  |  |  |              |               |              |
|  | 1                      | Scott Steiner          | 3:53                   |       |      |                  |                  |                  |  |  |              |               |              |
|  | 8                      | The Wall               | DQ                     |       |      |                  |                  |                  |  |  |              |               |              |
|  | 8                      | The Wall               | DQ                     |       |      | Scott Steiner    | 3:14             |                  |  |  |              |               |              |
|  |                        |                        |                        |       |      | Scott Steiner    | 3:14             |                  |  |  |              |               |              |
|  |                        |                        | Mike Awesome           | Sub   |      |                  |                  |                  |  |  |              |               |              |
|  | 4                      | Mike Awesome           | Mike Awesome           | Sub   | 4:00 |                  |                  |                  |  |  |              |               |              |
|  | 4                      | Mike Awesome           |                        |       | 4:00 |                  |                  |                  |  |  |              |               |              |
|  | 5                      | Ernest Miller          | Pin                    |       |      |                  |                  |                  |  |  |              |               |              |
|  |                        |                        |                        |       |      |                  |                  |                  |  |  |              | Scott Steiner | 5:33         |
|  |                        |                        |                        | Sting | Sub  |                  |                  |                  |  |  |              |               |              |
|  | 3                      | Booker T               | 6:34                   |       |      |                  |                  |                  |  |  |              |               |              |
|  | 6                      | Sting                  | Pin                    |       |      |                  |                  |                  |  |  |              |               |              |
|  | 6                      | Sting                  | Pin                    |       |      | Vampiro          | 5:59             |                  |  |  |              |               |              |
|  |                        |                        |                        |       |      | Vampiro          | 5:59             |                  |  |  |              |               |              |
|  |                        |                        | Sting                  | Sub   |      |                  |                  |                  |  |  |              |               |              |
|  | 2                      | Vampiro                | Sting                  | Sub   | 8:28 |                  |                  |                  |  |  |              |               |              |
|  | 2                      | Vampiro                |                        |       | 8:28 |                  |                  |                  |  |  |              |               |              |
|  | 7                      | Billy Kidman           | Pin                    |       |      |                  |                  |                  |  |  |              |               |              |